# Traité de Bergen
Le traité de Bergen est un traité signé entre le royaume de Danemark et celui de Norvège à Bergen le 29 août 1450, durant l'union de Kalmar.